# مارك رايت (لاعب كريكت)
مارك رايت (1 فبراير 1981 في المملكة المتحدة - )  (بالإنجليزية: Mark Wright)‏ هو لاعب كريكت بريطاني. شارك مع منتخب هونغ كونغ للكريكت. أما مع النوادي، فقد لعب مع Buckinghamshire County Cricket Club ‏ وMiddlesex Cricket Board ‏.

## وصلات خارجية
- مارك رايت على موقع إي آس بي آن كريك إنفو (الإنجليزية)